# (8974) Gregaria
(8974) Gregaria est un astéroïde de la ceinture principale.

## Description
(8974) Gregaria est un astéroïde de la ceinture principale. Il fut découvert le 25 septembre 1973 à l'observatoire Palomar par Cornelis Johannes van Houten, Ingrid van Houten-Groeneveld et Tom Gehrels. Il présente une orbite caractérisée par un demi-grand axe de 2,19 UA, une excentricité de 0,11 et une inclinaison de 1,0° par rapport à l'écliptique.

## Compléments